# Ангоат
Ангоа́т (фр. Hengoat, брет. Hengoad) — коммуна во Франции, находится в регионе Бретань. Департамент — Кот-д’Армор. Входит в состав кантона Ла-Рош-Дерьен. Округ коммуны — Ланьон.
Код INSEE коммуны — 22078.

## География
Коммуна расположена приблизительно в 410 км к западу от Парижа, в 135 км северо-западнее Ренна, в 45 км к северо-западу от Сен-Бриё.

## Население
Население коммуны на 2008 год составляло 210 человек.
| 1962 | 1968 | 1975 | 1982 | 1990 | 1999 | 2008 |
| ---- | ---- | ---- | ---- | ---- | ---- | ---- |
| 334  | 362  | 318  | 256  | 214  | 166  | 210  |

## Администрация
| Период | Период | Фамилия          | Партия | Примечания |
| ------ | ------ | ---------------- | ------ | ---------- |
| 2001   | 2008   | Жан-Франсуа Дюик |        |            |
| 2008   | 2014   | Жоэль Жегу       |        |            |

## Экономика
В 2007 году среди 132 человек в трудоспособном возрасте (15—64 лет) 88 были экономически активными, 44 — неактивными (показатель активности — 66,7 %, в 1999 году было 69,7 %). Из 88 активных работали 76 человек (43 мужчины и 33 женщины), безработных было 12 (4 мужчины и 8 женщин). Среди 44 неактивных 6 человек были учениками или студентами, 23 — пенсионерами, 15 были неактивными по другим причинам.

## Достопримечательности
- Придорожное распятие (XVII век). Исторический памятник с 1970 года[3]

## Фотогалерея

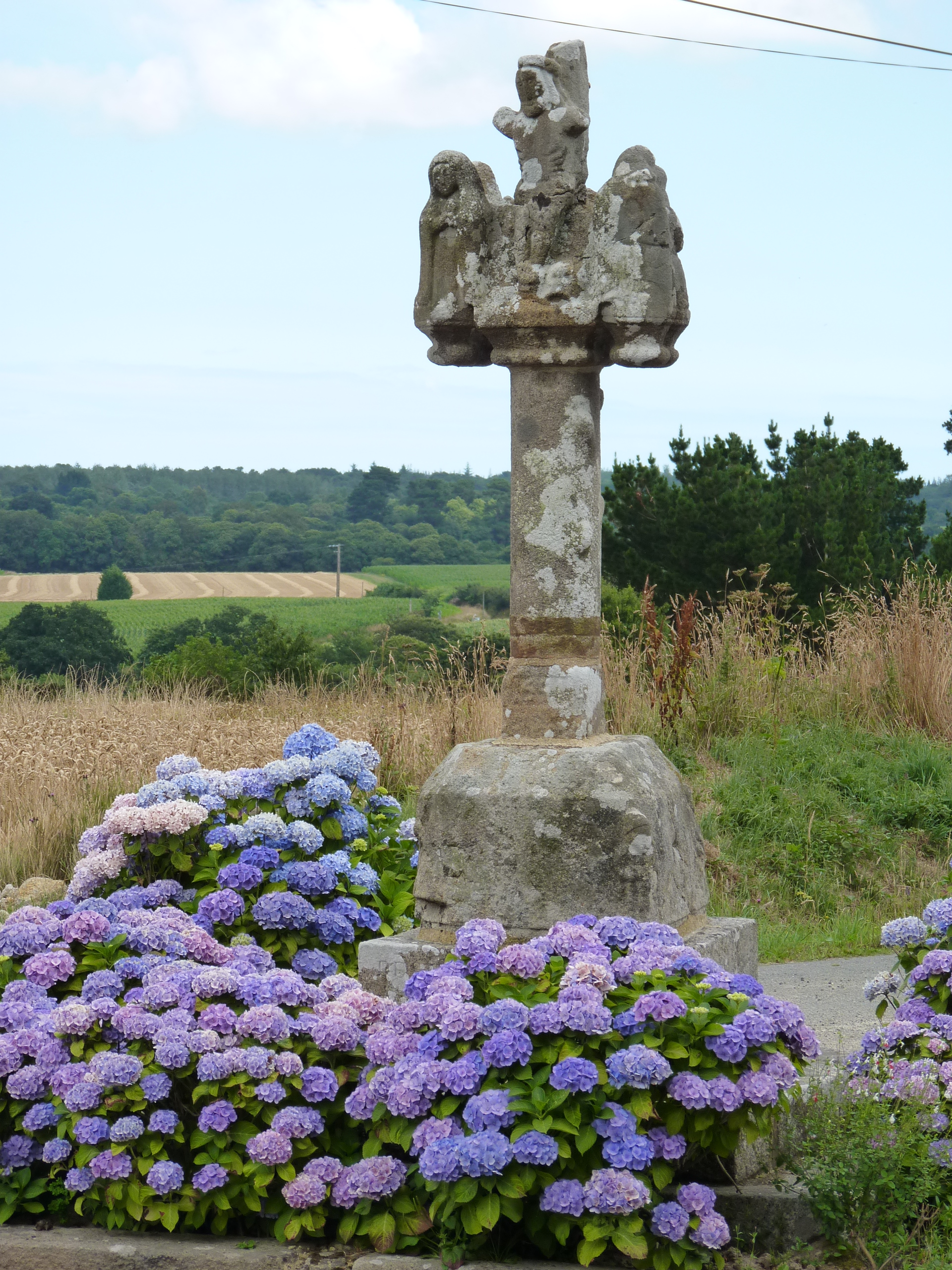
Придорожное распятие
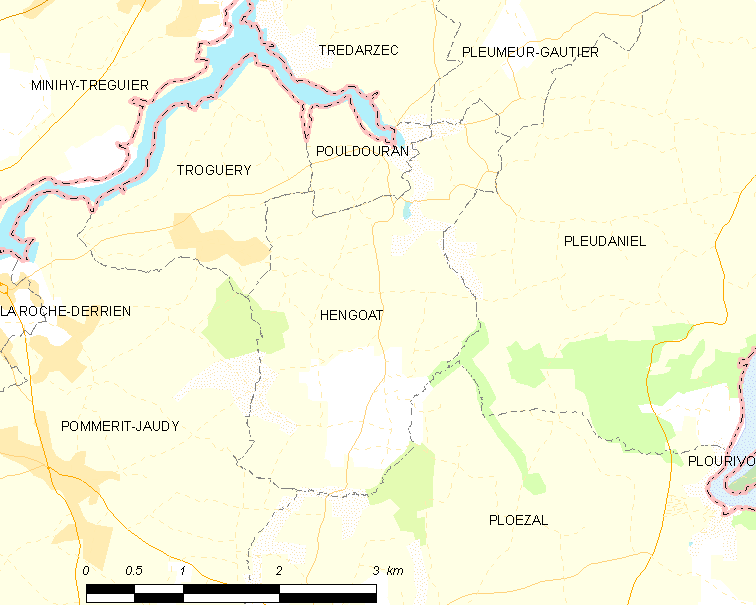
Карта коммуны